# Haruo Remeliik
Haruo Ignacio Remeliik, född 1 juni 1933 i Peleliu i dåvarande Japanska Stillahavsmandatet, mördad 30 juni 1985 i Koror, var Palaus förste president, från 2 mars 1981 till sin död. Han efterträddes som president av Thomas Remengesau.

## Biografi
Efter att ha studerat till präst på Truk återvände Remeliik till Palau och fick 1968 en plats i Palaus kongress som vice talman. Palau blev självständigt från USA 1981 och vid landets första presidentval samma år vann Remeliik omröstningen. Han valdes på nytt till president 1984.
Den 30 juni 1985 mördades Remeliik utanför sitt hem i Koror. Mördaren har förblivit okänd.